# السد (بعدان)

تعديل مصدري - تعديل

السد محلة تابعة لقرية الدار الأسود، التابعة لعزلة حيسان بمديرية بعدان إحدى مديريات محافظة إب في الجمهورية اليمنية، بلغ تعداد سكانها 59 حسب تعداد اليمن لعام 2004.